# 邁賈清真寺
邁賈清真寺（Mecca Masjid）為印度海得拉巴最古老的清真寺之一，也是印度最大的清真寺之一。邁賈清真寺為海德拉巴老城區的歷史遺產之一，接近查摩哈拉宮、拉德集市，和查米纳塔门等著名景點。
顧特卜沙希王朝的第五任君主穆罕默德顧特卜沙下令自伊斯蘭教聖地麥加運來泥土，製成磚塊，用其搭建清真寺的拱頂，因此本清真寺以麥加為名。穆罕默德顧特卜沙還以本清真寺為中心，對周邊的區域進行都市計畫。

## 外部連結
- Live Makkah Channel - Watch Live Makkah Channel
- Photos of Makkah Masjid on HyderabadPlanet.com （页面存档备份，存于）